# 克雷戈勒
克雷戈勒（法語：Crégols，法語發音：[kʁeɡɔl]）是法国洛特省的一个市镇，属于卡奥尔区。

## 地理
克雷戈勒（44°27'22"N, 1°42'3"E）面积18.35 平方千米，位于法国奧克西塔尼大區洛特省，该省份为法国西南部内陆省份，北起顺时针与科雷兹省、康塔爾省、阿韦龙省、塔恩-加龙省、洛特-加龍省和多尔多涅省接壤。
与克雷戈勒接壤的市镇（或旧市镇、城区）包括：塞讷维耶尔、孔科特、吕加尼亚克、圣西尔克拉波皮、图尔德福尔。

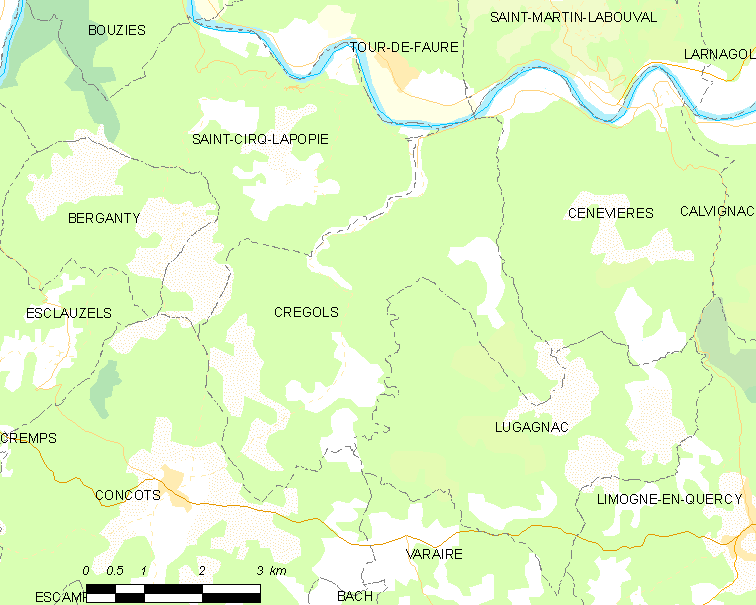
克雷戈勒的OSM定位图

克雷戈勒的时区为UTC+01:00、UTC+02:00（夏令时）。

## 行政
克雷戈勒的邮政编码为46330，INSEE市镇编码为46081。

## 政治
克雷戈勒所属的省级选区为科斯与谷地县。

## 人口

1962-2008年间克雷戈勒人口变化图示

克雷戈勒于2022年1月1日时的人口数量为82人。